# Joachim Luther

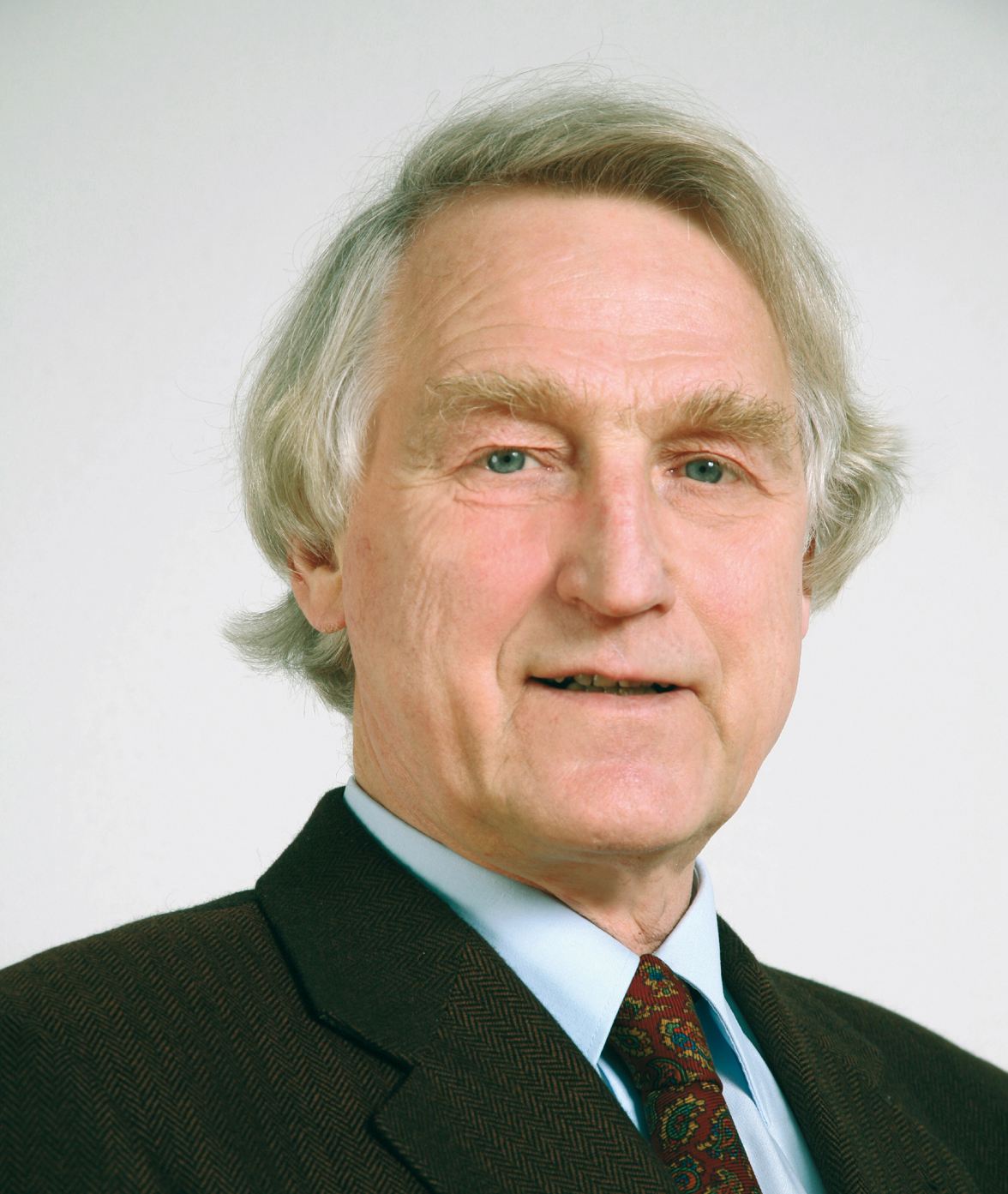
Joachim Luther

Joachim Luther (* 31. März 1941 in Hannover) ist ein deutscher Physiker.

## Ausbildung
Joachim Luther machte 1961 sein Abitur an der Leibnizschule in Hannover. Anschließend studierte er bis 1967 an der dortigen Universität das Fach Physik. Seine Diplomarbeit befasste sich mit einem Thema aus dem Bereich der Atomspektroskopie.  Er promovierte 1970 an derselben Universität auf dem Gebiet der Experimentalphysik zum Dr. rer. nat.

## Wirken

### Akademischer Werdegang
Luther wurde wissenschaftlicher Assistent am Institut für Experimentalphysik der Universität Hannover. 1972 wurde er zum Oberassistenten befördert. Schon zwei Jahre später folgte er im Alter von 33 Jahren einem Ruf als ordentlicher Professor im Fachbereich Physik der 1973 an der neu gegründeten Universität Oldenburg. In den folgenden Jahren widmete er sich zuerst der ozeanographischen Laserfernerkundung und ab 1980 der Physik regenerativer Energiequellen. Kurz darauf übernahm er die Leitung des Fachbereiches Mathematik und Naturwissenschaften als Dekan. Ab 1987 wurde er Dekan des Fachbereiches Physik. Nach seiner Fokussierung auf die Physik erneuerbarer Energien, die Energiemeteorologie und auf nachhaltige Energiesysteme wurde er 1992 neben seiner Forschungs- und Lehrtätigkeit Geschäftsführer des Niedersächsischen Instituts für Solarenergieforschung GmbH (ISFH). Ein Jahr später erfolgte die Berufung an eine Professur für Festkörperphysik und physikalische Grundlagen zur Nutzung von Solarenergie an der Albert-Ludwigs-Universität Freiburg. Gleichzeitig leitete Luther von 1993 bis 2006 das Fraunhofer-Institut für Solare Energiesysteme (ISE). Er war Nachfolger des Institutsgründers Adolf Goetzberger.

### Leistungen des Fraunhofer-Instituts  ISE
Unter der Leitung von Luther wurde dieses Institut ausgebaut. 2005 waren 410 Mitarbeiter für dieses Forschungs- und Entwicklungszentrum tätig, was es zu einem der weltweit größten auf diesem Gebiet machte. Vom Budget dieser Organisation stammte etwa ein Drittel von Industriepartnern.
Im Bereich der solarelektrischen Energiekonversion lag der Schwerpunkt auf der Weiterentwicklung von Siliziumsolarzellen und von Solarzellen auf der Basis von III-V-Verbindungshalbleitern. Anfang 2006 konnte das Institut  eine industriekompatible Produktionslinie für die Forschung in Betrieb nehmen (PV-TEC).
Bei Entwicklungen für Solarzellen konnte das Institut mehrere Photovoltaikweltrekorde melden:
- Wirkungsgrad von 20,3 % bei multikristallinen Siliziumsolarzellen
- Wirkungsgrad von 35 % bei Solarzellen mittels III-V-Verbindungshalbleitern für die Konzentratortechnik
- monokristalline Siliziumsolarzellen von nur 36 Mikrometer Dicke, welche aus flexiblen Waferscheiben bestehen.

Für die Einspeisung des solaren Stroms in Versorgungsnetze wurde hocheffiziente Leistungselektronik (Wechselrichter) entwickelt, welche bis zu 98 % Wirkungsgrad aufweist. Netzunabhängige Stromversorgungen wurden für Anwendungen in ländlichen Räumen vorangetrieben. Für die Stromversorgung von elektronischen Kleingeräten wurde das Forschungsgebiet Mikro-Energietechnik aufgebaut.
Im Bereich Wasserstofftechnologie wurden Speicher- und Energiekonversionstechnologien entwickelt.
Ein weiterer Schwerpunkt des Institutes war das solare und energieeffiziente Bauen. Hier wurden Materialien, Komponenten, Verfahren und architektonische Entwurfsprozesse optimiert und in der Praxis angewandt. Auf der Basis dieser Entwicklungen entstand der Neubau des Instituts, der 2001 bezogen wurde.

### Tätigkeit nach Emeritierung
Nachdem Luther an der Universität Freiburg emeritiert wurde, baute er auf Bitten der Regierung von Singapur das Solar Energy Research Institute of Singapore (SERIS) auf. Er wurde erster Direktor und Chief Executive Officer dieses Instituts und gleichzeitig Professor an der National University of Singapore (NUS). 2012 kehrte er nach Deutschland zurück. Seitdem ist er als Berater am Fraunhofer-Institut für Solare Energiesysteme tätig.
Auch nach seiner Emeritierung war Luther weiterhin wissenschaftlich tätig und hat zusammen mit anderen Autoren publiziert, u. a. über organische Solarzellen.

### Mitarbeit in Gremien
Auswahl aus zwei Quellen:
- Mitglied des Aufsichtsrates der International Solar Energy Society (ISES) von 1992 bis 2001
- Mitglied, ab 2005 Vorsitzender der Hauptkommission des Wissenschaftlich-Technischen Rates der Fraunhofer-Gesellschaft von 1995 bis 2006
- Mitglied der Arbeitsgruppe Energieforschung des Wissenschaftsrates der Bundesrepublik Deutschland von 1996 bis 1998
- Sprecher des Forschungsverbunds Solarenergie (FVS heute FVEE)
- Mitglied des wissenschaftlichen Beirates des Hahn-Meitner-Instituts, Berlin, 1997 bis 2004
- Präsident der EUREC Agency (Association  of European Renewable Energy Research Centres) mit Beraterstatus gegenüber der Europäischen Kommission von 1997 bis 2002
- Mitglied Wissenschaftlicher Beirat für Globale Umweltveränderungen (WBGU) der deutschen Bundesregierung von 2000 bis 2004
- Mitglied der von der Bundesregierung eingerichteten Expertenkommission Forschung und Innovation (EFI) von 2007 bis 2012
- Koordinator für das Thema Energie der Global Research Alliance (GRA), einer Kooperation von neun anwendungsorientierten Forschungseinrichtungen.
- Mitglied des Senates der Fraunhofer-Gesellschaft von 2001 bis 2006
- Präsident des Komitees zur Verleihung des jährlichen Becquerel-Preises seit 2010.[7]
- Mitglied Fachausschuss Regenerative Energien der VDI-Gesellschaft Energietechnik

## Auszeichnungen
Quelle:
- 2005 Preisträger des Becquerel-Preises[8]
- 2005 Special Service Award der International Solar Energy Society
- 2005 Deutscher Umweltpreis für seinen Beitrag zur Erforschung und Markteinführung solarer Energiesysteme, Deutsche Bundesstiftung Umwelt (DBU)
- 2005 Internationaler Rheinland-Preis für Umweltschutz
- 2006 Fraunhofer Münze
- 2009 Achievement through Action Award der International Solar Energy Society (ISES).

## Auswahl Publikationen, Redaktionen
- Hanle-Effekt-Messungen an Zuständen gerader und ungerader Parität im Yb I-Spektrum. Dissertation, Universität Hannover, 26. Mai 1970
- Editor-in Chief Solar Energy, Elsevier, 1999 bis 2002
- Zeitschrift Physik Journal, Wiley-VCH, Sprecher des Kuratoriums
- Vortrag anlässlich der 20. European Photovoltaic Solar Energy Conference, Barcelona[9]
- William Boston: Heroes of the Environment 2008 – Joachim Luther. TIME Magazin, 24. September 2008
- Joachim Luther, Tim Meyer: Solarenergie. Springer-Verlag Berlin, 2003, ISBN 978-3-642-55562-6